# نجدت توسون
نجدت توسون (انگلیسی: Necdet Tosun; ۳ اوت ۱۹۲۶ – ۱۰ مهٔ ۱۹۷۵) کارگردان و تهیه‌کننده اهل ترکیه بود.
از فیلم‌ها یا برنامه‌های تلویزیونی که وی در آن نقش داشته‌است می‌توان به این گروه زبل اشاره کرد.